# Оппельт, Бритта
Бритта Оппельт (нем. Britta Oppelt; род. 5 июля 1978, Берлин) — немецкая гребчиха, выступавшая за сборную Германии по академической гребле в период 1999—2014 годов. Призёрка трёх летних Олимпийских игр, двукратная чемпионка мира, чемпионка Европы, победительница многих регат национального и международного значения.

## Биография
Бритта Оппельт родилась 5 июля 1978 года в Восточном Берлине, ГДР. Заниматься академической греблей начала в 1990 году, проходила подготовку в столичном гребном клубе «Хеллас-Титания».
Впервые заявила о себе в гребле в 1999 году, выиграв золотую медаль в парных четвёрках на молодёжном Кубке наций в Гамбурге. В следующем сезоне дебютировала на взрослом Кубке мира, в частности заняла шестое место на этапе в Мюнхене.
В 2002 году принимала участие в чемпионате мира в Севилье, показав в парных двойках второй результат.
Первого серьёзного успеха на взрослом международном уровне добилась в сезоне 2003 года, когда вошла в основной состав немецкой национальной сборной и побывала на мировом первенстве в Милане, откуда привезла награду серебряного достоинства, выигранную в двойках. Также в этом сезоне в той же дисциплине была лучшей на этапе Кубка мира в Мюнхене.
Благодаря череде удачных выступлений удостоилась права защищать честь страны на летних Олимпийских играх 2004 года в Афинах — вместе с напарницей Пегги Валеской заняла в парных двойках второе место, уступив на финише только экипажу из Новой Зеландии, и тем самым завоевала серебряную олимпийскую медаль.
В 2005 году выиграла серебряную медаль в парных четвёрках на чемпионате мира в Гифу. Год спустя стала серебряной призёркой в двойках на мировом первенстве в Итоне. Ещё через год на аналогичных соревнованиях в Мюнхене вновь получила серебро в четвёрках.
Находясь в числе лидеров гребной команды Германии, благополучно прошла отбор на Олимпийские игры 2008 года в Пекине — в составе экипажа, куда также вошли гребчихи Мануэла Лутце, Катрин Борон и Штефани Шиллер, завоевала бронзовую медаль в зачёте парных четвёрок, пропустив вперёд экипажи из Китая и Великобритании.
В 2010 году в парных четвёрках Оппельт одержала победу на этапе Кубка мира в Мюнхене, получила серебряную награду на чемпионате Европы в Монтемор-у-Велью и бронзовую награду на чемпионате мира в Карапиро.
Была лучшей в четвёрках на мировом первенстве 2011 года в Бледе.
Представляла страну на Олимпийских играх 2012 года в Лондоне — на сей раз совместно с Кариной Бер, Юлией Рихтер и Аннекатрин Тиле финишировала в парных четвёрках на второй позиции позади экипажа из Украины и тем самым добавила в послужной список ещё одну серебряную олимпийскую медаль. За выдающиеся спортивные достижения 7 ноября 2012 года была награждена высшей спортивной наградой Германии «Серебряный лавровый лист».
После лондонской Олимпиады Бритта Оппельт ещё в течение некоторого времени оставалась в основном составе немецкой национальной сборной и продолжала принимать участие в крупнейших международных регатах. Так, в 2013 году в четвёрках помимо кубковой победы она одержала победу на европейском первенстве в Севилье и на мировом первенстве в Чхунджу, став таким образом двукратной чемпионкой мира по академической гребле.
В 2014 году в четвёрках выиграла серебряную медаль на этапе Кубка мира в Сиднее и на этом завершила спортивную карьеру.